# La Ménagerie de verre (téléfilm)
Pour les articles homonymes, voir La Ménagerie de verre (homonymie).
Pour plus de détails, voir Fiche technique et Distribution.
La Ménagerie de verre (The Glass Menagerie) est un téléfilm américain réalisé par Anthony Harvey, d'après la pièce de Tennessee Williams, et sorti en 1973 .

## Fiche technique
- Titre : La Ménagerie de verre
- Titre original : The Glass Menagerie
- Réalisation : Anthony Harvey
- Scénario : Tennessee Williams d'après sa pièce La Ménagerie de verre
- Production : David Susskind et Cecil F. Ford (producteur associé)
- Société de production : Norton Simon Inc. et Talent Associates
- Musique : John Barry
- Photographie : Billy Williams
- Montage : John Bloom
- Direction artistique : Alan Tomkins
- Décors : Terence Marsh
- Costumes : Patricia Zipprodt
- Pays d'origine : États-Unis
- Langue : anglais
- Format : Couleur - Son : Mono
- Genre : Drame
- Durée : 100 minutes
- Date :  États-Unis
16 décembre 1973

## Distribution
- Katharine Hepburn : Amanda Wingfield
- Sam Waterston : Tom Wingfield
- Joanna Miles : Laura Wingfield
- Michael Moriarty : Jim O'Connor